# Vitali Konstantinov
Vitali Konstantinov (* 1963 bei Odessa, Ukrainische SSR) ist ein deutscher Illustrator.

Vitali Konstantinov. Illustration zu: Margarita del Mazo – Don’t eat me up. Spanien, 2011.

## Leben
Vitali Konstantinov studierte zunächst in der UdSSR Freihandzeichnen, Malerei und Architektur, bevor er in Deutschland ein Studium der Grafik und Malerei sowie der Kunstgeschichte absolvierte. Heute arbeitet er dort als freier Autor, Comiczeichner und Illustrator in den Bereichen Belletristik und Sachbuch für deutsche und internationale Verlage.

## Werk
Konstantinov veröffentlichte u. a. zahlreiche Bilderbücher und Illustrationen in Deutschland, der Schweiz, Italien, Spanien, Taiwan, Südkorea und den USA.
Ein Schwerpunkt seiner Arbeit ist dabei die Bebilderung der klassischen Texte von Gianni Rodari, Nikolai Leskow, Daniil Charms, der Gebrüder Grimm sowie die Zusammenarbeit mit den zeitgenössischen Bestseller-Autoren Maxim Biller, Wladimir Kaminer, Morten Ramsland und Jens Soentgen. Zudem werden Texte aus eigener Feder herausgegeben.
In diesem Rahmen nahm er mehrfach an internationalen Illustrations-Ausstellungen in Bologna, Bratislava, New York, Teheran und Tokyo teil, erhielt zahlreiche Auszeichnungen durch Premio Štěpán Zavřel, die Buchmesse Bologna, die Stiftung Buchkunst »die schönsten deutschen Bücher« sowie die 3X3 Children’s Book Show (USA) und wurde für den Deutschen Jugendliteraturpreis 2011 nominiert. Sein Buch Wie man mit dem Feuer philosophiert (gemeinsam mit Jens Soentgen) wurde 2016 sowohl als Wissensbuch des Jahres als auch mit dem Emys Jahres-Sachbuchpreis ausgezeichnet.
Zu seinen Kunden zählen international bekannte Verlagsgrößen. Darunter arsEdition, Aufbau, Beltz & Gelberg, Berlin-Verlag, Bloomsbury, Boje, Brigitte, Büchergilde Gutenberg, Carlsen, DTV, Kunstmann-Verlag, Little Tiger, Merlin Verlag, Peter Hammer Verlag, Piper, Sauerländer (Deutschland), Bajazzo, La Joie de Lire (Schweiz), Hampton-Brown, Houghton Mifflin, Klutz Press, McGraw-Hill, Rigby (USA), Darim, Sodam, Woongjin (Südkorea), Grimm Press (Taiwan), Le Marasche, Edizioni EL (Italien), Media Vaca, OQO editora (Spanien) etc.

## Pressestimmen
Von den Sternen bis zum Tau. – Jens Soentgen, Wuppertal: Peter Hammer Verlag, 2010.

„Es könnte zum Schönsten Buch 2010 gekürt werden: Halbleineneinband und erlesenes Papier, strenge Zweifarbigkeit und behutsam gegliederte Satzspiegel. Die Illustrationen im Stile gediegener Radierungen von Vitali Konstantinov verleihen den naturwissenschaftlich-philosophischen Betrachtungen auch ästhetisches Gewicht. Und Ewigkeitsanspruch.“

Seltsame Seiten. – Daniil Charms, Berlin: Bloomsbury, 2009.

„[…] Konstantinov hat meisterliche Präzisionsarbeit abgegeben. Mit Rastern wie aus den 70er Jahren (japanische Rasterfolie, früher sagte man Letraset, sehr schick). Die Tuschstriche sitzen wie ein Einser. Die Augen lieb und gütig, das Hintergründige vorhanden. Eine Katze will immer mit drei Luftballons durch die Decke. Was für eine Vorarbeit, um alles leicht aussehen zu lassen. Was für ein Leben des Urhebers, der trotzdem so fröhlichen Nonsens hervorgebracht hat. Im Übrigen hat Wladimir Kaminer, als er von der Not seines Illustrators hörte, seine Charms-Sammlung beigesteuert. Nach dieser Odyssee ist ein kleines, wunderbar neu illustriertes Buch eines großen Querdenkers entstanden, ein Buch mit großer Vergangenheit, tragisch-komisch, absurd, verlebt, und auch noch nach 70 Jahren vernarrt in die Idee, mit Kunst unmöglichen Kram zu schaffen, der die Denkmaschine anwirft.“

Ein verrückter Vormittag. – Maxim Biller, Berlin: Bloomsbury, 2008.

„[…] Wären da nicht die altmeisterlich perfekten, köstlichen Bildkaleidoskope von Vitali Konstantinov, der kabbalistische Versatzstücke mit Matroschka-Optik garniert, der kleine Mädchen, Endlosschlangen und Roboter mit welterfahrener Mimik versieht, die verraten, dass wir es hier doch nicht mit einem nur Heileheilebuch zu tun haben.“

Ungeheuer! – Morten Ramsland, Köln: Boje, 2007.

„Man darf es als Glücksfall sehen, dass der Verlag zu diesem Text des dänischen Erfolgsautors Morten Ramsland den hierzulande wenig beachteten Illustrator Vitali Konstantinov beauftragt hat. Sein nostalgischer, von seiner bessarabischen Herkunft, der russischen Schule und italienischen Vorbildern geprägter Zeichenstil mag auf den ersten Blick über seine hervorragende Bildarbeit hinwegtäuschen. Der in Deutschland lebende Künstler übernimmt vom Autor die konsequente Kindersicht, zeigt die Eltern so lange durch die ihren Schimpfwörtern entsprechenden Masken entstellt, bis sie sich endlich an Peter erinnern. Er zeigt die Fetzen, die fliegen, und fokussiert die Farbe, etwa auf das Blut, das fließt (auch wenn es nur Tomatensuppe ist). So machen Bild und Text gemeinsam offensichtlich, wie lebensbedrohlich das Streiten aus Peters Sicht wirklich ist und wie sein Aufhetzen der Monster, diese tröstliche Allmachtsfantasie, für ihn lebensrettend wird. [...]“

## Werke

Vitali Konstantinov. Illustration zu: Gianni Rodari – Grammatik der Phantasie: Die Kunst, Geschichten zu erfinden, 2009.

- Geniale Ohren. Eine kuriose Tiersammlung. – Lena Anlauf & Vitali Konstantinov, Zürich: NordSüd Verlag, 2024.
- Geniale Nasen. Eine kuriose Tiersammlung. – Lena Anlauf & Vitali Konstantinov, Zürich: NordSüd Verlag, 2023.
- Alles Geld der Welt: Vom Muschelgeld zur Kryptowährung. Sachcomic. – Vitali Konstantinov, Hildesheim: Gerstenberg Verlag, 2022.[1]
- Bartgeschichten. – Lena Anlauf & Vitali Konstantinov, Erlangen: homunculus verlag, 2021.
- Es steht geschrieben: Von der Keilschrift zum Emoji. Sachcomic. – Vitali Konstantinov, Hildesheim: Gerstenberg, 2019.
- Der Sandmann. Graphic Novel nach E.T.A. Hoffmann. – Vitali Konstantinov, München: Knesebeck, 2019.
- FMD: Leben und Werk von Dostojewski. Die Comic-Biografie. – Vitali Konstantinov, München: Knesebeck, 2016.
- Wie man mit dem Feuer philosophiert. – Jens Soentgen, Wuppertal: Peter Hammer Verlag, 2015.
- Sechs Langbärte. – Mar Pavón, Hamburg: Aladin, 2015.
- Billy Schwarzbart. – Rüdiger Paulsen, Hamburg: Carlsen, 2015.
- Dostojewskis Gelächter. – Eckhard Henscheid, München: Piper, 2014.
- Pamphalon the Mountebank. – Nikolai Leskov, Seoul: Sodam Publishing, 2013.
- Planeten, Sterne, Galaxien. – Dieter B. Herrmann, Hildesheim: Gerstenberg,  2013.
- Des Kaisers neue Kleider. – Hans Christian Andersen, Berlin: Verlagshaus Jacoby & Stuart, 2013.
- Seis barbudos. – Mar Pavon, Pontevedra: OQO editora, 2012.
- A min non me comas! – Margarita del Mazo, Pontevedra: OQO editora, 2011.
- Giacomo di cristallo. – Gianni Rodari, Trieste: EMME Edizioni, 2011.
- Der Bücherfresser. – Cornelia Funke, Hamburg: Carlsen, 2011.
- Von den Sternen bis zum Tau.  – Jens Soentgen, Wuppertal: Peter Hammer Verlag, 2010.
- Et alors ? – Oleg Grigoriev, Genf: La Joie de Lire, 2010.
- Seltsame Seiten. – Daniil Charms, Berlin: Bloomsbury, 2009.
- Die Hauptmannstochter. – Alexander Puschkin, Frankfurt: Büchergilde Gutenberg, 2009.
- Als Bernhard ein Loch in den Himmel schoss. – Morten Ramsland, Köln: Boje, 2009.
- Ein verrückter Vormittag. – Maxim Biller, Berlin: Bloomsbury, 2008.
- Herr Grinberg & Co. – Gila Lustiger, Berlin: Bloomsbury / Berlin-Verlag, 2008.
- Ich bin kein Berliner.  – Wladimir Kaminer, München: Goldmann, 2007.
- Ungeheuer! – Morten Ramsland, Köln: Boje, 2007.
- Kuei-Lei [Puppets]. – Berlyn Chen, Taipeh: Grimm Press, 2007.
- Alfred Nobel. – Liza Gia-zhen Wang, Taipeh: Grimm Press, 2006.
- Goemul Selivan [Das Schreckgespenst]. – Nikolai Leskov, Seoul: Darim Publishing Co., 2006.
- Vom Fischer und seiner Frau. – Jacob und Wilhelm Grimm, Hamburg: Carlsen, 2006.
- Pourquoi les chiens font comme ça? – Vitali Konstantinov, Genf: La Joie de Lire, 2004.
- Beethoven: Great Composer. – Anna Carew-Miller, Philadelphia: Mason Crest, 2003.
- Darwin: British Naturalist. – Diane Cook, Philadelphia: Mason Crest, 2003.
- Wie es Weihnachten wurde. – Harald Nielsen, Hamburg: Carlsen, 2002.
- Antoni Gaudí. – Si-yuan Liu, Taipeh: Grimm Press, 2002.
- Die Goldene Gans. – Jacob und Wilhelm Grimm, Hamburg: Carlsen, 2001.